# Cacalachtli
El cacalachtli es un instrumento de percusión de origen mesoamericano. Se trata de una pequeña vasija de barro donde se introducen semillas o piedras para usarlo como sonaja.